# Oswald Steam
Oswald Steam, abgekürzt OSS, war ein Unternehmen mit Sitz in Wollerau in der Schweiz, das Dampffahrten anbot und Schienenfahrzeuge überholte. Zu diesem Zweck besass das Unternehmen eine grosse Remise in Samstagern. Inhaber des Unternehmens war der Jurist Christoph R. Oswald, der zweitälteste Sohn von Werner Oswald, dem Gründer der Ems-Chemie. Das Unternehmen bestand von 1979 bis 1993 und wurde dann aufgelöst, weil Oswald als christlicher Missionar nach Albanien ging.

## Fahrzeugsammlung
Der Grundstein der Fahrzeugsammlung wurde durch die beiden ehemaligen Werklokomotiven der Ems-Chemie geschaffen, die Christoph R. Oswald 1979 übernahm. Für die E 3/3 8501 kaufte Oswald von der Oensingen-Balsthal-Bahn drei zweiachsige Reisezugwagen, die 1903 für die Gotthardbahn-Gesellschaft gebaut worden waren. Bald stiessen auch Grossdampflokomotiven zur Sammlung: zuerst die 52 221, eine ehemalige Übergangskriegslokomotive, erworben aus der strategischen Reserve der ÖBB, dann die Bayerische S 3/6 3673. Letztere ersteigerte Oswald im Oktober 1980 an einer Auktion aus dem Nachlass von Serge Lory und bezahlte den Kaufpreis von 95’000 Franken bar im Steigerungslokal. Für die Aufarbeitung der Lokomotive liess Oswald eine Werkstatt in den Samstagern bauen. Die S 3/6 gelangte aber nie nach Samstagern, sondern blieb bis zur Auflösung von OSS im Depot Frauenfeld untergebracht. Eine weitere Grossdampflokomotivne im Besitz von Oswald war die SNCF 241 A 65, die Oswald vom Waffenhändler Armin W. Glaser übernahm.
| Nr. | Land            | Bahngesellschaft                              | Baureihe, Nummer    | Baujahr | Hersteller                  | Werknummer | Bild  | Verbleib                                                     |
| --- | --------------- | --------------------------------------------- | ------------------- | ------- | --------------------------- | ---------- | ----- | ------------------------------------------------------------ |
| 01  | Schweiz         | SBB                                           | E 3/3 8501          | 1910    | SLM                         | 2076       |       | Club del San Gottardo                                        |
| 02  | Schweiz         | Werklok Hovag                                 | Emma                | 1925    | Maffei                      | 4144       |       | Schinznacher Baumschulbahn                                   |
| 03  | Deutsches Reich | Deutsche Reichsbahn                           | 52 221              | 1943    | Berliner Maschinenbau       | 12226      |       | Vapeur Val de Travers                                        |
| 04  |                 | Königlich Bayerische Staatseisenbahnen        | S 3/6 3673 18 478   | 1918    | Maffei                      | 4536       |       | Bayerisches Eisenbahnmuseum                                  |
| 05  | Schweiz         | Gotthardbahn-Gesellschaft                     | AB2ü 161            | 1903    | SIG                         |            | [ 4 ] | Club del San Gottardo                                        |
| 06  | Schweiz         | Gotthardbahn-Gesellschaft                     | AB2ü 162            | 1903    | SIG                         |            | [ 5 ] | Club del San Gottardo                                        |
| 07  | Schweiz         | Gotthardbahn-Gesellschaft                     | AB2ü 166            | 1903    | SIG                         |            | [ 6 ] | Club del San Gottardo                                        |
| 08  | Schweiz         | Bodensee-Toggenburg-Bahn (BT)                 | Be 4/4 14 Willibald | 1931    | SLM, SAAS                   | 3512       |       | EUROVAPOR                                                    |
| 09  | Deutschland     | Deutsche Bundesbahn                           | Köf 6712            | 1959    | Arnold Jung Lokomotivfabrik | 13150      |       | Vapeur Val de Travers                                        |
| 10  | Schweiz         | Schweizerische Speisewagen Gesellschaft (SSG) | Dr4ü 10             | 1906    | Ringhoffer-Werke            |            |       | Museumsbahn Stein am Rhein–Etzwilen–Hemishofen–Ramsen (SEHR) |
| 11  | Frankreich      | SNCF                                          | 241 A 65            | 1931    | Fives-Lille                 | 4714       |       | Verein Dampflokdepot Full                                    |
| 12  | Schweiz         | Gürbetal-Bern-Schwarzenburg-Bahn              | Ce 4/4 312          | 1919    | SLM, BBC                    | 2694       |       | BLS Stiftung                                                 |
| 13  | Schweiz         | Jura-Simplon-Bahn                             | K2                  | 1899    | aus Belgien                 |            |       | Club del San Gottardo                                        |

## Revisionen
Neben der Betreuung der eigenen Fahrzeugsammlung führten die Werkstätte in Samstagern auch Revisionen für andere Bahnen durch, darunter waren auch mehrere Zahnradfahrzeuge zu finden.
| Nr. | Land    | Bahngesellschaft       | Baureihe, Nummer   | Baujahr | Hersteller            | Werknummer | Bild | Bemerkung                                     |
| --- | ------- | ---------------------- | ------------------ | ------- | --------------------- | ---------- | ---- | --------------------------------------------- |
| 01  | Schweiz | Vitznau-Rigi-Bahn      | B 8                | 1873    | Waggonfabrik Fribourg |            |      | Neuaufbau nach Unfall, 1992 fertiggestellt    |
| 02  | Schweiz | Brig-Visp-Zermatt-Bahn | HG 2/3 7 Breithorn | 1906    | SLM                   | 1725       |      | Revision 1988                                 |
| 03  | Schweiz | Brig-Visp-Zermatt-Bahn | HG 2/3 6 Weisshorn | 1902    | SLM                   | 1410       |      | Revision 1988 für Dampfbahn Furka-Bergstrecke |